# Joanna Piekarska
Joanna Piekarska (ur. 24 listopada 1906 w Saratowie, zm. 2 czerwca 1996 w Białymstoku) – artysta plastyk, reżyser teatralny, poetka.

## Życiorys
Urodziła się w Saratowie, w 1918 roku zamieszkała w Wilnie, gdzie w latach 1922–1926 uczęszczała do gimnazjum i konserwatorium w klasie fortepianu. Tam też w latach 1926–1932 studiowała na Wydziale Sztuk Pięknych Uniwersytetu im. S. Batorego. W trakcie studiów związała się z wileńską rozgłośnią Polskiego Radia, gdzie pracowała jako spikerka, lektorka i reporterka. Teatr lalkowy znalazł się w kręgu jej zainteresowań w trakcie prac nad szopkami akademickimi. Po zakończeniu II wojny światowej pracowała jako plastyk i dekorator w wileńskim magistracie. Jesienią 1946 roku podjęła pracę w teatrze lalkowym Baj Pomorski w Toruniu na zaproszenie Ireny Pikiel, debiutując jako reżyser sztuką Lucyny Krzemienieckiej Historia cała o niebieskich migdałach.
W 1947 roku została dyrektorem naczelnym i artystycznym teatru, była też w nim stałym reżyserem. Jej zasługą było upaństwowienie i ustabilizowanie finansowe sceny. Zorganizowała nowy zespół aktorski, nawiązała kontakty ze środowiskiem literackim Torunia i doprowadziła do pierwszych prapremier rodzimych sztuk. Po objęciu dyrekcji przez Stanisława Stapfa do 1954 roku pełniła funkcję kierownika artystycznego oraz reżysera. Jej inscenizacja sztuki Domek kotki S. Marszaka zdobyła III nagrodę na Festiwalu Sztuk Radzieckich w Warszawie w 1951 roku.
Tworzyła teatr lalkowy w tradycyjnym tego słowa rozumieniu, w repertuarze preferowała baśnie i teksty ludowe. W latach 1954–1960 kierowała Teatrem Lalki i Aktora „Marcinek” w Poznaniu, współpracowała też z działem dziecięcym tamtejszej rozgłośni Polskiego Radia. Od 1960 roku była dyrektorem Teatru „Świerszcz” w Białymstoku, sprowadzając doń nowych aktorów i autorskim poetycko-baśniowym repertuarem przyczyniając się do rozwoju artystycznego tej sceny.
Mimo odejścia na emeryturę w 1972 roku, nie zaprzestała pracy twórczej, reżyserując spektakle w teatrach lalkowych m.in. w Toruniu, Kielcach, Olsztynie, Gdańsku, Rabce i Warszawie. Zmarła w Białymstoku w 1996 roku.